# 下古城子城址
下古城子城址，又称下古城子遗址，位于现今中华人民共和国辽宁省本溪市桓仁满族自治县下古城子村。2013年被列入中国第七批全国重点文物保护单位。

## 简介
20世纪70年代，当地村民在挖掘菜窖、修建蔬菜大棚时曾经发现夯筑墙体，夯层迹象明显，每层土质不同，有黄土和沙土。村民猜测，此处自古以来就是一座古城，随后考古人员的发掘证实了这一点。1982年开始，辽宁省博物馆、本溪市博物馆先后两次在遗址内进行调查。调查结果显示，遗址的文化层大约有1.5米厚，大体可分为三层：上层为辽金文化层，发掘出大量辽代的陶罐、陶瓮、白瓷残片等。中层为汉至隋唐文化层，出土了石凿、砺石、大口罐、铁环首刀、铁镞等器物。下层为青铜时代文化层，出土器物包括打制亚腰石锄、铖形石锄、石锛、石斧、石矛、石镞等。经后世考证，此处可能是辽代正州城遗址。